# St. Bernhard (Ailringen)

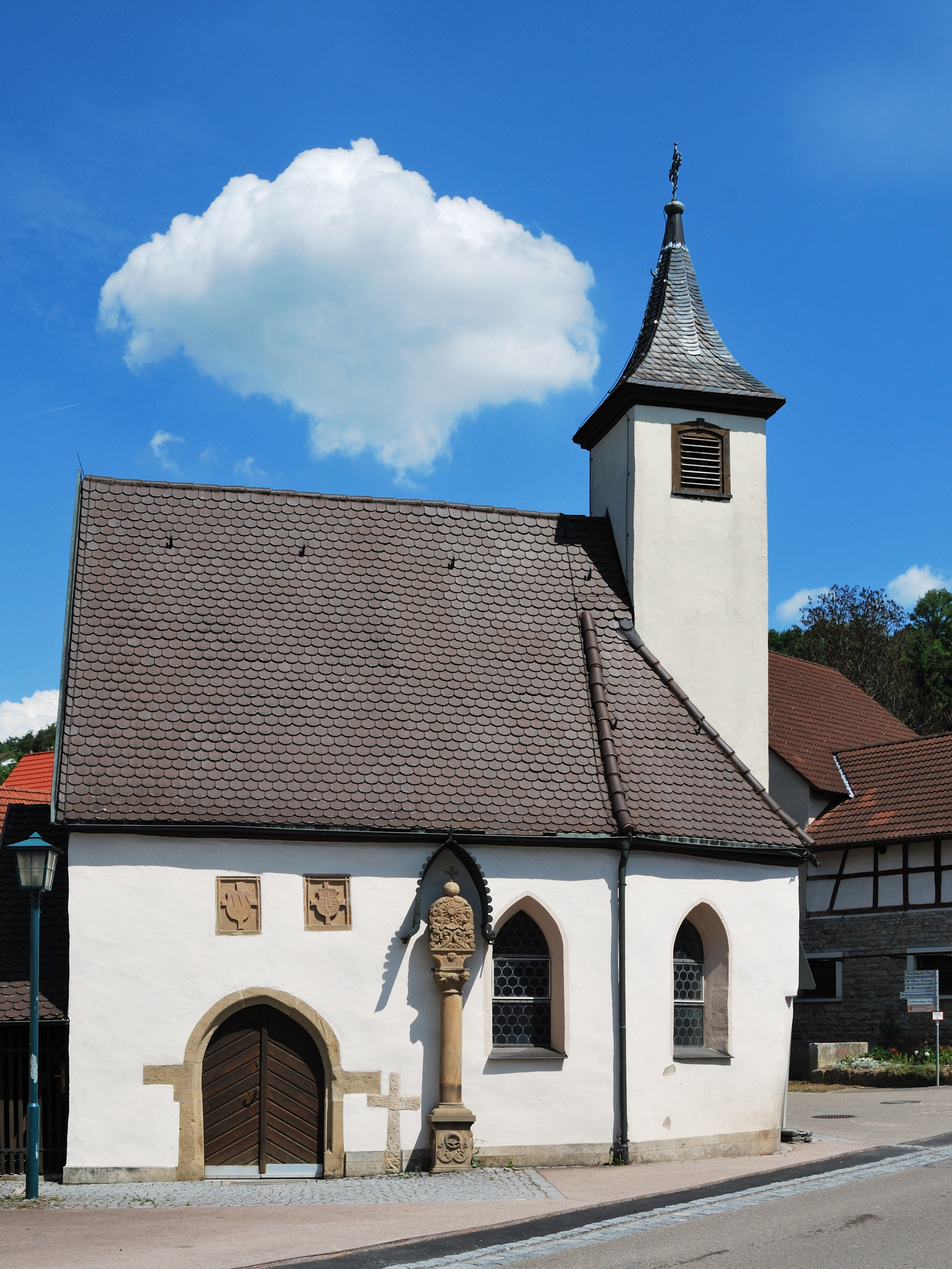
Kapelle St. Bernhard in Ailringen

Die Kapelle St. Bernhard in Ailringen, einem Ortsteil der Gemeinde Mulfingen im baden-württembergischen Hohenlohekreis, wurde um 1500 im Stil der Gotik errichtet. Der Saalbau an der Hollenbacher Straße ist ein geschütztes Kulturdenkmal. Die Kapelle gehört zum Dekanat Hohenlohe der Diözese Rottenburg-Stuttgart.
Über dem polygonalen Chor erhebt sich der Turm, der von einem Spitzdach mit Kreuz bekrönt wird. Chor und Kirchenschiff besitzen Spitzbogenfenster.
Zwei Wappenreliefs sind über dem rundbogigen Portal mit Sandsteingewände angebracht.
Direkt an der Südfassade steht ein Bildstock.